# Borebi
Borebi is een gemeente in de Braziliaanse deelstaat São Paulo. De gemeente telt 2.349 inwoners (schatting 2009).

## Aangrenzende gemeenten
De gemeente grenst aan Agudos, Avaré, Iaras en Lençóis Paulista.